# Ruth Corset
Ruth Corset, née le 9 mai 1977 à Townsville dans l'État du Queensland, est une coureuse cycliste australienne. Elle est notamment championne d'Australie sur route en 2010.

## Palmarès
- 2008
  - Tour de Delta :
    - Prologue
    - Classement général

  - 3e du championnat d'Australie sur route
  - 3e du Gastown Grand Prix
- 2009
  - 5e étape de la Route de France féminine
  - Tour de Perth :
    - Classement général
    - 1re, 2e et 3e étapes

  -  Médaillée d'argent du championnat d'Océanie sur route
  - 2e du Tour féminin en Limousin
  - 2e du championnat d'Australie sur route
  - 4e de la Coupe du monde cycliste féminine de Montréal
  - 5e du Grand Prix de Plouay
  - 10e du championnat d'Océanie du contre-la-montre
- 2010
  -  Championne d'Australie sur route
  - 2e du Tour féminin en Limousin
  - 3e du Tour cycliste féminin international de l'Ardèche
  - 4e du Trofeo Alfredo Binda - Comune di Cittiglio
- 2011
  - 3e du championnat d'Australie du contre-la-montre
  - 3e du Tour de Nouvelle-Zélande
  - 5e du championnat d'Océanie du contre-la-montre
  - 6e du Tour d'Italie
- 2013
  -  Médaillée de bronze du championnat d'Océanie du contre-la-montre
  - 2e du Tour of the King Valley
  - 4e du championnat d'Océanie sur route
- 2014
  - 2e du National Capital Tour
  - 2e de l'Adelaide Tour
  - 3e du Tour of the King Valley
- 2016
  - 2e du championnat d'Australie sur route
  - 2e du Tour of the King Valley
- 2022
  - 2e étape du Cycle Sunshine Coast (contre-la-montre par équipes)
  - 3e du Cycle Sunshine Coast
- 2023
  - 2e du Cycle Sunshine Coast
  -  Médaillée d'argent du championnat d'Océanie sur route

## Classements mondiaux
| Année                                 | 2009 | 2010 | 2011 | 2012 | 2013 | 2014 | 2015 | 2016 | 2017 | 2018 | 2019 | 2020 | 2021 | 2022 | 2023 |
| ------------------------------------- | ---- | ---- | ---- | ---- | ---- | ---- | ---- | ---- | ---- | ---- | ---- | ---- | ---- | ---- | ---- |
| Classement UCI                        | 20e  | 30e  | 78e  | nc   | 143e | nc   | 556e | 236e | nc   | nc   | nc   | nc   | nc   | 205e | 238e |
|                                       |      |      |      |      |      |      |      |      |      |      |      |      |      |      |      |
| Légende : nc = non classéSource : UCI |      |      |      |      |      |      |      |      |      |      |      |      |      |      |      |